# 淮安城
淮安城，又称山阳城，位于中华人民共和国江苏省淮安市淮安区。明清时，为淮安府城，山阳县附郭。城池原由旧城、新城、夹城三城组成，是中国仅有的三城相连的古代城池。民间称之为“铁打的淮城”。
民国之前，所称淮阴城亦是淮安城。

## 历史
东晋义熙年间，设山阳郡。郡治山阳城在今洪泽区岔河镇附近，何时移至淮安城，尚待考证。淮安城的建筑史最早追溯到，东晋永和五年（349年），时任守将荀羨所筑城池。或认为，永和年间所筑城池在何处，尚难明断。唐朝上元二年（675年)、大中十年（860年)，先后两次修葺城墙。南宋时，为军事重镇，故有多次修葺。明初，城墙外加包砖。城周10里，东西南北各有城门，分别为瞻岱门（东城门），迎薰门（南城门），庆城门（西城门），承恩门（北城门）。此为旧城。旧城为棋盘式街巷格局。共有39条街、77条巷、20个坊和17个市。
元末，张士诚部将史文炳驻守淮安，在旧城以北筑土城。明代洪武后，逐渐增筑。此为新城，城周7里。明代嘉靖三十九年(1560年)，倭寇犯境，始建联城，俗称夹城。明万历年间、清乾隆年间，多次修整。清以来，漕运总督移驻清江浦，公署多驻清江浦。1958年后，淮安城墙逐渐拆除，砖石用作铺路材料，现仅存一段长约500米的旧城土垣。
淮安城共有水关九处。旧城水关三处，西水关现名为矶心闸；北水关；巽关。新城水关二处，北水关即古末口；南水关。联城水关四处，东南水关亦曰巽关。共有两条贯穿旧城、联城、新城的城内河流，分别是市河、文渠。